# 高野真凜
高野 真凜（たかの まりん、1991年3月24日 - ）は、東京都練馬区出身のプロサッカー選手。ポジションはFW（ウイング）。

## 経歴
東京都内の私立高校に入学も中退し、ブラジルに渡る。2014年1月、カンボジア１部リーグの ビルド・ブライト・ユナイテッドへ加入するも2試合の出場にとどまり契約更新されず。
帰国後、同年7月に八幡平トーレゾールに入団した。

## 所属クラブ
- Ferroviaria
- Sertãozinho
- 2009年 - 2010年  アメリコ・エスポルチ・クルービ
- 2011年 - 2012年 アンソメット岩手・八幡平/アンソメット岩手
  - 2011年6月 - 9月 ラインメール青森FC (期限付き移籍)
- 2013年 HBO東京
- 2014年1月 - 5月  ビルド・ブライト・ユナイテッド
- 2014年7月 - 12月八幡平トーレゾール
- 2015年 - HBO東京